# Julia Thorne
Julia Stimson Thorne (16 de septiembre de 1944 - 27 de abril de 2006) fue una escritora estadounidense.

## Biografía
Julia Stimson Thorne nació en la ciudad de Nueva York, hija de Alice Smith Berry y Landon Ketchum Thorne, Jr. Tuvo dos hermanos: Landon Ketchum Thorne III de Beaufort, Carolina del Sur, y David Hoadley Thorne de Brookline, Massachusetts, gemelo de Julia. Pasó gran parte de su infancia en Italia, donde su padre ejercía como diplomático además de trabajar como editor del Rome Daily Herald. Asistió al Foxcroft School en Middleburg, Virginia, al New York School of Interior Design y al Radcliffe College.
Thorne conoció a John Kerry -quién posteriormente sería senador y candidato demócrata a la presidencia- en 1963, en una propiedad familiar en Long Island. Kerry había sido compañero de clase en Yale del hermano gemelo de Julia, David. Kerry y ella se casaron el 23 de mayo de 1970 y se divorciaron el 25 de julio de 1988, tras seis años de separación; la pareja tuvo dos hijas: Alexandra Kerry (1973) y Vanessa Kerry (1976). Durante su matrimonio, Thorne empezó a mostrar signos de depresión y más tarde escribiría que, durante un tiempo, contempló la idea de suicidarse. Sin embargo, logró superar su depresión en 1990 y mantuvo con su exmarido una relación de amistad.
En 1997 se casó con Richard J. Charlesworth y se mudó a Bozeman, Montana. El 7 de mayo de 1997, Kerry anunció públicamente que había pedido la anulación formal de su matrimonio con Julia a la Iglesia católica.

## Campaña presidencial de Kerry de 2004
Thorne apoyó la campaña de su exmarido para asumir la Presidencia de los Estados Unidos diciendo: «Pienso que es un gran estadista y lo respaldo totalmente». Sin embargo, expresó su preocupación por proteger su vida privada y añadió que esperaba que sus hijas no se involucraran demasiado en la vida pública.

## Muerte
Thorne estaba siendo tratada de carcinoma de células de transición, un tipo de cáncer. Falleció el 27 de abril de 2006 debido a cáncer de vejiga. Tras su muerte, John Kerry hizo la siguiente declaración:

Julia fue la mejor madre que nuestras dos hijas pudieran desear. Siempre antepuso el bienestar de las niñas ante todo. Estaba totalmente comprometida con ellas y su futuro. Mantuvo una feroz lucha contra el cáncer y murió con la misma gracia con la que vivió. Todo aquel que la conoció la echará de menos más allá de lo que las palabras pueden expresar.

## Antecesores
Julia Thorne descendía directamente de John Bowne, un ferviente activista en la lucha a favor de la libertad religiosa. William Thorne Sr., tercer signatario del Flushing Remonstrance también es antepasado suyo.